# موودوت
موودوت (به لاتین: Mövdüt) یک منطقه مسکونی در جمهوری آذربایجان است که در شهرستان آق‌داش واقع شده است.